# Servizio... a domicilio
Servizio… a domicilio (Delivery Boys) è un film del 1985 diretto da Kenneth Handler.

## Trama
Un gruppo di ragazzi è unito dalla passione per la break dance; poiché alcuni di essi svolgono consegne a domicilio di pizza, decidono di chiamarsi Delivery Boys. Il gruppo si iscrive così a un concorso di break dance, la cui sponsorizzatrice viene tuttavia intimidita dai membri di un gruppo rivale e costretta ad assegnare ai giovani numerose consegne "impossibili". Sebbene lo scopo fosse quello di fare arrivare i Delivery Boys letteralmente esausti al concorso, il gruppo riuscirà comunque ad avere la meglio.

## Distribuzione
Negli Stati Uniti la pellicola è stata distribuita a partire dall'aprile 1985; in Italia, è giunta direttamente in VHS nel 1988, su distribuzione Panarecord.